# Epidendrum muricatoides
Epidendrum muricatoides är en orkidéart som beskrevs av Eric Hágsater och Dodson. Epidendrum muricatoides ingår i släktet Epidendrum och familjen orkidéer. Inga underarter finns listade i Catalogue of Life.